# Kolofata
Kolofata est une commune du Cameroun située dans la région de l'Extrême-Nord et le département du Mayo-Sava, à la frontière avec le Nigeria.

## Population
Lors du recensement de 2005, la commune comptait 77 857 habitants, dont 10 605 pour Kolofata Ville.

## Structure administrative de la commune
La commune de Kolofata comprend deux cantons : Kolofata et Kerawa. Le canton de Kolofata compte 21 lawanats, tandis que celui de Kerawa en compte 11, soit 32 lawanats au total.
Outre la ville de Kolofata proprement dite et les villages de Kolofata rurale, la commune comprend notamment les localités suivantes :
- Alagarno Doungous
- Amchidé
- Bia
- Bornori
- Gadero Kaffi
- Gancé
- Gréa
- Gouzoudou
- Kerawa
- Kouyapé
- Lelede
- Ndaba
- Tolkomari

## Infrastructures
Kolofata est dotée d'un établissement technique de premier cycle (CETIC) et d'un lycée public général qui accueille les élèves de la 6e à la Terminale.
La ville est le lieu de construction d'une tranchée par le BIR d'une centaine de kilomètres pour canaliser l'accès à la ville depuis le Nigeria.

## Personnalités nées à Kolofata
- Amadou Ali (1943-2022), homme politique ; ancien ministre
- Seiny Boukar Lamine : le Dr Lamine, Sultan de la ville de Kolofata est un ingenieur agronome,diplomate, qui fut Directeur General du PRASAC (Pôle régional des Recherches Appliquées pour le développement du Système agricole de l’Afrique Centrale) ; actuellement il est Commissaire des droits de l’Homme du Cameroun ;
- Mohaman Yerima Lamine : ancien ministre, ancien ambassadeur .